# Туойдах
Туойдах (якут. Туойдаах) — село в Сунтарском улусе Республики Саха (Якутия) России. Административный центр и единственный населённый пункт Туойдахского наслега.

## География
Село находится в юго-западной части Якутии, в правобережной части долины реки Вилюй, к северо-востоку от озера Мар-Кюёль, на расстоянии примерно 12 километров (по прямой) к юго-юго-востоку (SSE) от села Сунтар, административного центра улуса.
Климат
Климат характеризуется как резко континентальный. Средняя температура воздуха самого тёплого месяца (июля) составляет 17-18 °C; самого холодного (января) — −34 − −50 °C. Среднегодовое количество атмосферных осадков составляет 250—300 мм.
Часовой пояс
Село Туойдах находится в часовой зоне МСК+6. Смещение применяемого времени относительно UTC составляет +9:00.

## Население
| 2002 | 2010 | 2012 | 2013 | 2014 | 2015 | 2016 |
| ---- | ---- | ---- | ---- | ---- | ---- | ---- |
| 162  | ↘157 | ↗161 | ↗163 | ↘159 | →159 | →159 |
| 2017 | 2018 | 2019 | 2020 | 2021 |      |      |
| →159 | ↗161 | ↗165 | ↘164 | ↗168 |      |      |

Половой состав
По данным Всероссийской переписи населения 2010 года в гендерной структуре населения мужчины составляли 58,6 %, женщины — соответственно 41,4 %.
Национальный состав
Согласно результатам переписи 2002 года, в национальной структуре населения якуты составляли 81 % из 162 чел.

## Улицы
Уличная сеть села состоит из одной улицы (Н. К. Ананьева).